# 킹스레이드: 의지를 잇는 자들
《킹스레이드: 의지를 잇는 자들》은 모바일 게임 킹스레이드를 원작으로 하는 애니메이션 작품이다. 2020년 10월부터 2021년 3월까지 방영되었다.

## 줄거리
카일 왕이 마왕 앙그문드를 물리치고 100년.
수습 기사 카셀은 평화로운 시대에 살고 있었다.
하지만, 마족이 왕국 근처에 나타났다는 보고가 들어오면서
카셀의 운명이 움직이기 시작한다.
대현자의 인도로 듬직한 동료를 얻은 카셀은 여행을 떠난다.
봉인된 성검을 찾기 위해......

## 생산 및 출시
2020년 4월 9일에 TV 도쿄 계열에서 애니메이션화가 발표되었으며, 2020년 10월 3일부터 2021년 3월 27일까지 방영되었다. 의 목소리를 맡은 원작 캐릭터뿐만 아니라 게임의 원래 줄거리와 다른 이야기가 특징이다. 스즈키 료타 와 난조 요시노 . 시리즈는 OLM과 SUNRISE BEYOND에 의해 애니메이션화되었으며, 호시노 마코토가 감독을, 시미즈 메구미가 시리즈 작곡가를, 아라이 타츠야가 캐릭터를 디자인했다. 토쿠다 마사히로가 이 시리즈의 음악을 작곡했다.
그 게임의 일본어 더빙의 출연자들은 그 시리즈를 위해 그들의 역할을 연기했다.
오프닝 테마곡은 fripSide(1~13화)의 "legendary future" 와 드림캐쳐(14~26화)의 "Eclipse"이며 , 엔딩 테마곡은 KOTOKO(1~13화)의 "SticK Out", 그리고 이이다 리호(14~26화)의 "One Wish"이다.
퍼니메이션(이후 크런치롤과 합병)은 이 시리즈를 인수했고, 북미와 영국 제도의 웹사이트에서 이 시리즈를 스트리밍하고 있다. 이 시리즈는 26부작으로 방영되었다. 2020년 11월 28일, 블루레이 시리즈의 출시 계획이 취소되었다고 발표되었다.

## 등장인물
- 카셀: 이시카와 카이토
- 프레이: 카쿠마 아이
- 로이: 카와니시 켄고
- 클레오: 오자와 아리